# Francesco Ricci Bitti
Francesco Ricci Bitti (15 de enero de 1942) es un ejecutivo de negocios y dirigente deportivo italiano.

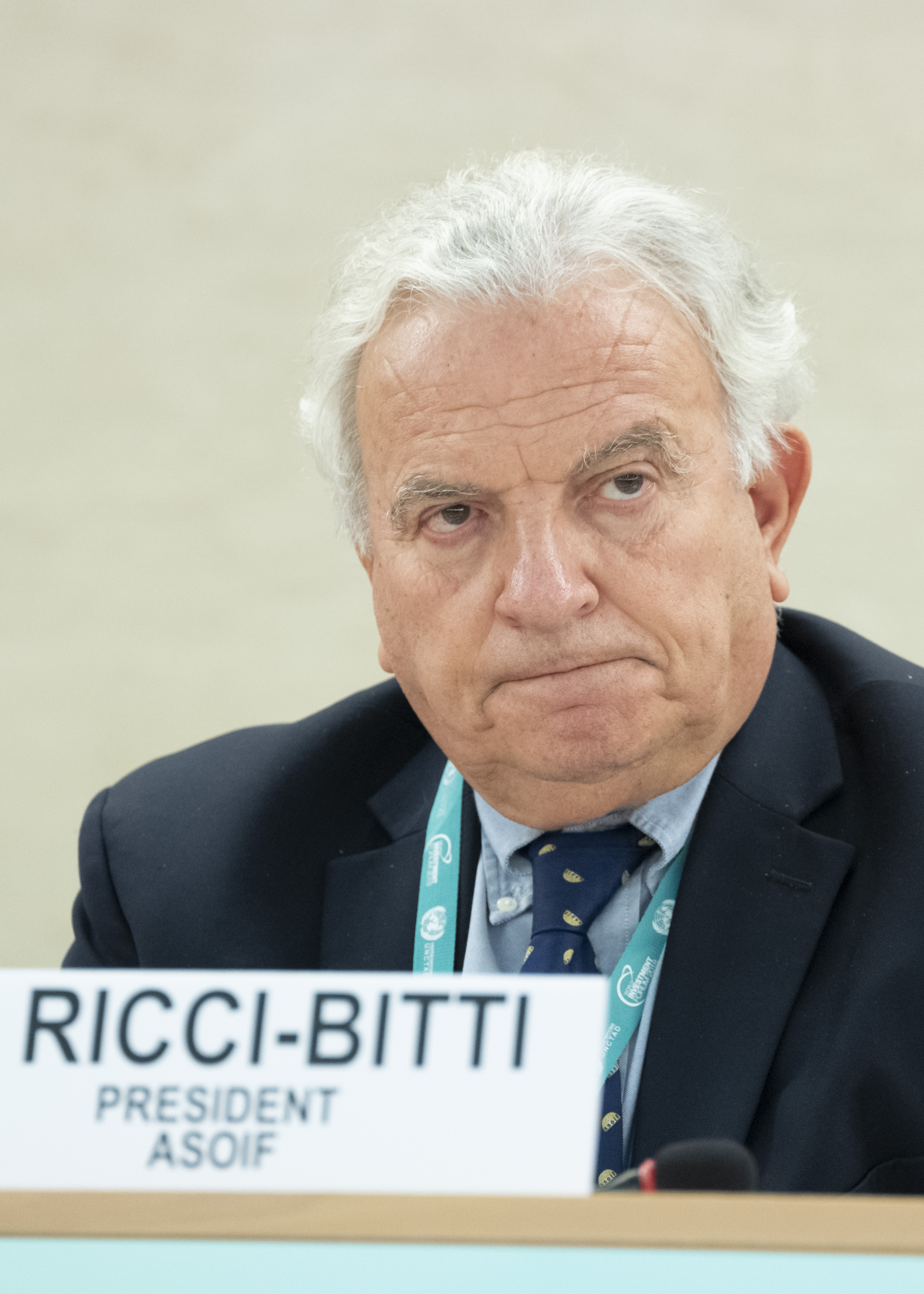

Nació en Faenza, después de obtener su licenciatura en ingeniería eléctrica en la Universidad de Bolonia ha trabajado por más de 30 años para las empresas participantes en la información, la tecnología y la comunicación, llegando a ocupar altos cargos en los consejos de grandes empresas como Philips, Olivetti, Alcatel y Telecom Italia.
A nivel deportivo comenzó su experiencia de liderazgo en los años setenta, dentro de la Federación Europea de Tenis (del que fue elegido presidente en 1993) y la Federación Internacional de Tenis. En 1997 fue elegido presidente de la Federación Italiana de Tenis, mantiene el puesto en el nivel europeo. En 1999 fue elegido presidente de la Federación Internacional de Tenis (ITF), y poco después, renunció a las otras dos tareas. En 2006 fue elegido para el Comité Olímpico Internacional.
- Datos: Q3656058
- Multimedia: Francesco Ricci-Bitti / Q3656058